# ブラウン・BGP001
ブラウン・BGP001は、ブラウンGPが2009年のF1世界選手権参戦用に開発したフォーミュラ1カーで、ロス・ブラウンとヨルグ・ザンダー（テクニカルディレクター）、ロイック・ビゴワ（チーフエアロダイナミシスト）が設計した。2009年の開幕戦から実戦投入された。

## BGP001

### エンジン
当初、ホンダF1の2009年版のマシン「RA109K」として実戦に投入する予定だった。しかし、2008年シーズン終了後のホンダの撤退を受け、違うメーカーのエンジンを搭載できるように改造が施された。フェラーリとメルセデス・ベンツに接触し、エンジン供給の打診を行ったが、シャーシ改造が小規模で済むことや、メルセデス側がエンジン供給に積極的だったため、メルセデスエンジンの供給を受けることとなった。
想定外のエンジン変更にもかかわらず、メルセデスエンジンのパワーやドライバビリティに対する評価は高く、チームのエンジニアが「ホンダエンジンに比べて70馬力は上」と語ったとされている。
2009年から搭載することが可能であり、ホンダも開発していたKERSは、限られた予算や時間のこともあり、搭載の予定はなかった。エンジンサプライヤーであるメルセデス・ベンツからKERSの提供を受けることが可能になったが、KERSの重量によるマシンバランスなどの諸問題があり、結局は搭載を見送った。

### エアロダイナミクス

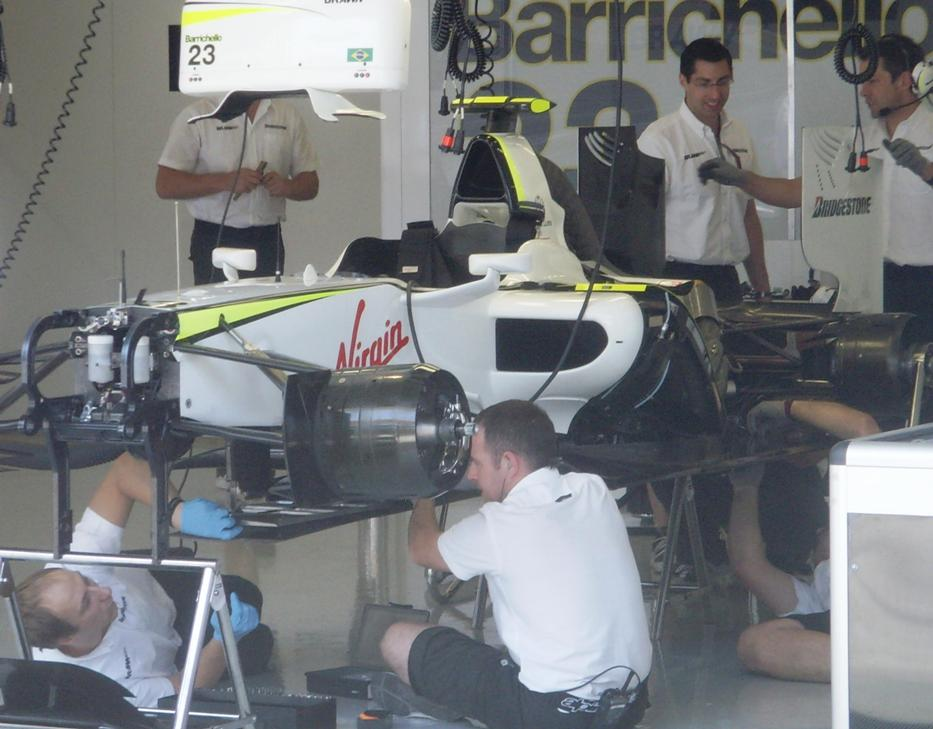
ピットで準備作業中のBGP001

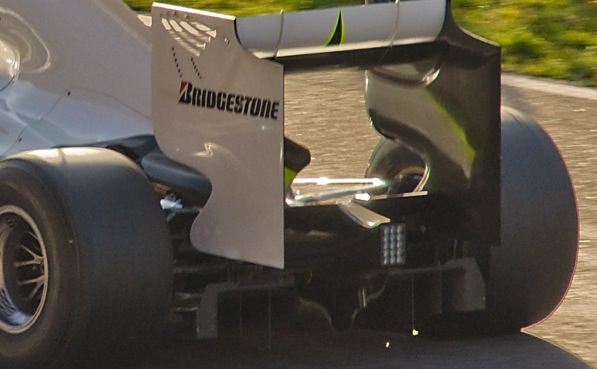
ダブルディフューザー

エアロダイナミクスは2009年のレギュレーション変更に対応しており、外観はシンプルにまとめられている。ノーズ先端部は比較的低い位置まで垂れ下がっている。
フロントウイングは通常フラップ部分が稼動するものが多いのだが、BGP001はフラップの内側にある三角形部分が可動するようになっている。しかし、第7戦トルコGPで、可動部分がフラップ1枚分にまで拡大された仕様が投入された。これにより、ドライバー操作に対して明確なダウンフォースの増減が現れるようになっている。
サイドミラーのステーは整流フィンの形状になっており、規則で厳しく制限されている整流フィンの役割を担わせている。また、サイドポンツーンの前方にバージボード風の整流フィンが装備されている。
通常、フロントサスペンションアッパーアームと同じ高さもしくはロアアームとアッパーアームの間に装着されることが多いステアリングタイロッドは、このBGP001ではロアアームと同じ高さに装着されている。この構造は他のチームの2009年マシンには存在しない。
インダクションポッドは他チームよりも大型なものが採用された。サイドには整流フィンが装着されている。
リヤディフューザーはダブルディフューザーと呼ばれる2段式のものを搭載している。これがテクニカルレギュレーションに適合していないのではないかと他チームから抗議を受けたが、FIAによって4月15日に合法であるとの判定を受けた。この開発は前年撤退したスーパーアグリの空力設計者らや、撤退前のホンダの日本人エンジニアが考案したものといわれ、ロス・ブラウン自身も当時を振り返りながら認めている。

### マシンカラーリング
カラーリングは、白を基調としたもので、ノーズにチームのカラーである黒と蛍光イエローのラインがある。スポンサーロゴは非常に少なかった。開幕戦ではヴァージン・グループとヘンリ・ロイドのロゴしかなかったが、グランプリを経るごとに若干増えた。第3戦中国GPでは、サングラスメーカーのレイバンとのパートナー契約とスイスの外国為替ブローカーのMIGインベストメンツとの3年契約を発表。第5戦スペインGP前に、ブレーキフルードを提供するエンドレスと、シートベルト（シートハーネス）を提供するウィランズとの提携を発表した。また、スポットスポンサーとして、リヤウイング翼端板にターミネーター4(TERMINATOR SALVATION) のロゴが掲げられた。第14戦シンガポールGPでは、カメラメーカーとして有名なキヤノン（正確には、キヤノン・シンガポール）のスポットスポンサーを得た。
なお、レイバンとエンドレスは、前身のホンダ時代からの関係である。
タイトルスポンサーは終始不在であった。CEOのニック・フライは、タイトルスポンサーの獲得は急がないとの考えを示しており。いくつかの大企業からスポンサーの申し出があることも明らかにしていたが、チームの財政が厳しい状況に置かれている事もマシンカラーリングから判断できた。

## 2009年シーズン

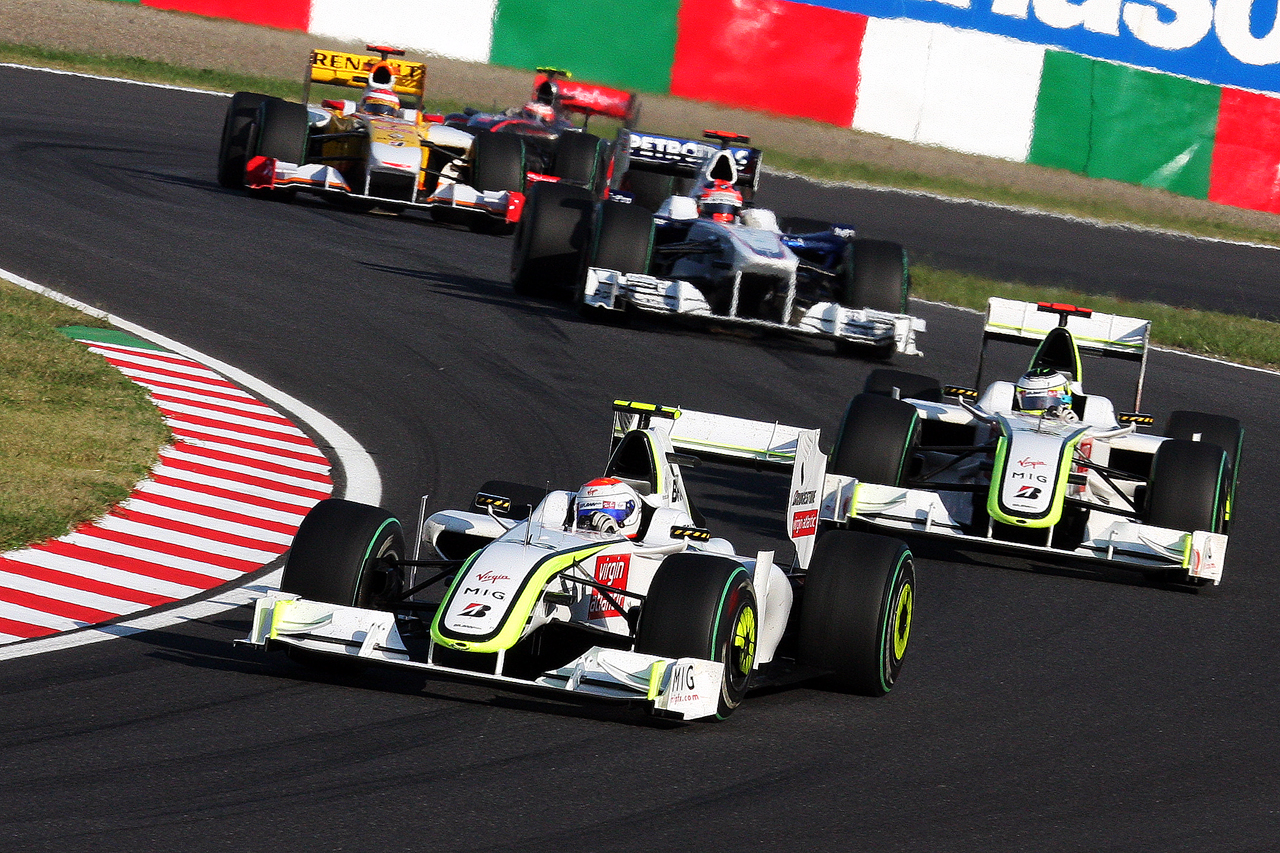
日本GPにて走行中のバリチェロ（前）とバトン（後）

ホンダからのチーム譲渡が遅れたため、マシンの登場は開幕戦3週間前にまでずれこみ、3月6日にシルバーストンでジェンソン・バトンがシェイクダウンを行った。このシェイクダウンでマシンの名称が「BGP001」である事が明らかにされた。3月にシェイクダウンを行ったのは全10チーム中、フォースインディア VJM02（3月1日）と、トロ・ロッソ STR4（3月9日）で、全チーム中2番目に遅いシェイクダウンとなった。しかし、3月9日から12日に行われたバルセロナ合同テストや、3月15日から17日に行われたヘレス合同テストではいきなりトップタイムを記録した。「スポンサー獲得のために燃料を軽くしてタイムを出している」という疑いを持った見方もあったが、燃料を積んだレースシミュレーションでも圧倒的なペースを披露し、他チーム関係者を震撼させた。
3月27日、開幕戦となるオーストラリアGPでも他チームよりも一歩先んじたスピードを披露し、デビュー戦ワンツーフィニッシュを果たした。その後も第7戦トルコGPまでにバトンが7戦中6勝を記録した（うちワンツーフィニッシュ3回）。
後半戦は快進撃のペースが鈍り、バトンは1勝もできなかったが、ルーベンス・バリチェロが第11戦ヨーロッパGP、第13戦イタリアGPを制した。第16戦ブラジルGPでコンストラクターズチャンピオン・ドライバーズチャンピオン共にダブルタイトルを獲得した。ドライバーズランキングはバトンが1位、バリチェロが3位であった。
前年度のホンダ・RA108が失敗作であることが明らかだったため、チームは2008年の早い時期から開発リソースをRA109に注入していた。開幕戦からダブルディフューザーを投入した3チーム（ブラウンGP、ウィリアムズ、トヨタ）の中でも、ホンダ（ブラウンGP）はダブルディフューザーの設計を突き詰めており、レギュレーション改正によって失われたダウンフォースを取り戻すことができた。また、KERS非搭載を選んだという点でも、KERSを搭載した強豪チームのマシン熟成が遅れたという面でアドバンテージがあった。故障によるリタイアが1度（トルコGPのバリチェロ）のみという、高い信頼性も武器になった。
その他にも、タイヤサプライヤーのブリヂストン側からは、2009年から復活したスリックタイヤにBGP001のマシン特性がマッチしたと指摘されている。ブリヂストンはチーム側の要請により、前年までのグルーブドタイヤと同サイズのスリックタイヤを製造したが、接地面積が増えたフロント側のグリップが強くなり、オーバーステアによってリアタイヤが傷みやすくなった。しかし、ホンダのマシンには以前からアンダーステア（曲がりにくい）傾向があり、結果的に前後バランスが上手く取れたという。レースではタイヤに優しいため、1スティントの走行距離を引っ張る作戦を採ることができた。しかし、路面温度が低いレースではその長所が災いし、タイヤを作動温度域まで発熱させることに苦労した。

## スペック

### シャーシ
- シャーシ名 BGP001
- シャーシ構造 カーボンファイバー/ハニカムコンポジット複合構造モノコック
- 全長 4,700mm
- 全幅 1,800mm
- 全高 950mm
- ブレーキディスク・パッド カーボンファイバーディスクブレーキ
- サスペンション 前後プッシュロッドアクティブトーションバー・スプリング/ダブルウィッシュボーン
- ダンパー ザックス
- ホイール BBSマグネシウム製
- タイヤ ブリヂストンポテンザ
- ギアボックス 7速＋リバース1速セミオートマチック/カーボンファイバー製ケーシング
- エレクトロニクス MES-マイクロソフト スタンダードECU
- ステアリング ラック・アンド・ピニオン
- ステアリング・ホイール カーボンファイバー製
- 重量 冷却水、潤滑油、ドライバーを含めて605kg

### エンジン
- エンジン名 メルセデス・ベンツFO108W
- 気筒数・角度 V型8気筒・90度
- 排気量 2,400cc
- 最高回転数 18,000rpm（レギュレーションで規定）
- バルブ数 32
- ピストンボア 98mm
- 重量 95kg
- スパークプラグ NGK
- 燃料 モービルハイパフォーマンス無鉛ガソリン（5.75%バイオ燃料）
- 潤滑油 モービル1

## シャーシナンバー一覧

### 2009年
| No. | ドライバー | 1   | 2   | 3   | 4   | 5   | 6   | 7   | 8   | 9   | 10  | 11  | 12  | 13  | 14  | 15  | 16  | 17  |
| No. | ドライバー | AUS | MAL | CHN | BHR | ESP | MON | TUR | GBR | GER | HUN | EUR | BEL | ITA | SIN | JPN | BRA | ABU |
| --- | ---------- | --- | --- | --- | --- | --- | --- | --- | --- | --- | --- | --- | --- | --- | --- | --- | --- | --- |
| 22  | バトン     | 2   | 2   | 2   | 2   | 2   | 2   | 2   | 2   | 2   | 2   | 2   | 2   | 2   | 2   | 2   | 2   | 2   |
| 23  | バリチェロ | 1   | 1   | 1   | 1   | 1   | 1   | 1   | 1   | 1   | 1   | 1   | 3   | 3   | 3   | 3   | 3   | 3   |

## 結果
| 年   | No. | ドライバー | 1   | 2   | 3   | 4   | 5   | 6   | 7   | 8   | 9   | 10  | 11  | 12  | 13  | 14  | 15  | 16  | 17  | ポイント | ランキング |
| 年   | No. | ドライバー | AUS | MAL | CHN | BHR | ESP | MON | TUR | GBR | GER | HUN | EUR | BEL | ITA | SIN | JPN | BRA | ABU | ポイント | ランキング |
| ---- | --- | ---------- | --- | --- | --- | --- | --- | --- | --- | --- | --- | --- | --- | --- | --- | --- | --- | --- | --- | -------- | ---------- |
| 2009 | 22  | バトン     | 1   | 1   | 3   | 1   | 1   | 1   | 1   | 6   | 5   | 7   | 7   | Ret | 2   | 5   | 8   | 5   | 3   | 172      | 1位        |
| 2009 | 23  | バリチェロ | 2   | 5   | 4   | 5   | 2   | 2   | Ret | 3   | 6   | 10  | 1   | 7   | 1   | 6   | 7   | 8   | 4   | 172      | 1位        |

- 太字はポールポジション、斜字はファステストラップ。(key)
- 第2戦マレーシアGPは雨天で赤旗中断となり規定周回数の75％を満たさなかったため獲得ポイントは半分となる。

## 幻のRA109
BGP001とは別に、本田技術研究所ではF1撤退発表後も栃木研究所において独自にシャシー開発を続行していたことが、後に明らかになっている。
後に公開された風洞モデルでは、ノーズ形状がBGP001の幅広ノーズではなく非常に細長い形状になっている他、エンジン排気口がBGP001よりもかなり前に位置している。またギアボックスについて「USD（Ultra Short Differential）」と呼ばれる超小型ディファレンシャルを開発していた他、当然ながらKERS搭載も計画されており、バッテリーはノーズ下に収容される予定だった。